# Offbeat-Phrasierung
Die Offbeat-Phrasierung ist eine Technik in der Musik, bei der die Betonung von Tönen oder ganzen Phrasen auf den Offbeat verschoben wird.
Der Offbeat ist die Zeit innerhalb eines Taktes, die sich nicht aus dem Beat oder dessen Aufteilungen ergibt. Bei der Offbeat-Phrasierung werden auch die unbetonten Taktteile betont, beispielsweise bei einem 4⁄4-Takt die zweite und vierte Zählzeit. Ein Beispiel dafür ist der Reggae, bei dem entweder die Gitarre, das Keyboard oder gelegentlich auch die Bläser in den meisten anderen Musikrichtungen unbetonten zweiten und vierten Taktzeiten spielen. Diese Verlagerung verleiht der Musik eine besondere Energie und Intensität. Sie erzeugt eine latente Spannung, insbesondere in Jazzstücken, die als Swing bekannt ist.